# Трахейное лёгкое
Трахейное, или трахеальное лёгкое, — мешкообразное расширение задней части трахеи у некоторых змей. Имеется у гадюк и ямкоголовых змей, морских змей, узкоротых змей, земляных удавов и многих ужеобразных.

Схема расположения внутренних органов змеи. Трахейное лёгкое обозначено цифрой 3

## Строение
Трахейное лёгкое представляет собой расширение, расположенное на верхней стороне задней части трахеи, и тянется вдоль трахеи в виде узкой полоски. Оно образовано губчатой мелкоячеистой тканью и в нём происходит газообмен.

## Функции
Функцией трахейного лёгкого является компенсация трудностей в использовании настоящего лёгкого (у большинства змей развито только одно лёгкое — правое, а левое рудиментарно), например, когда оно сдавлено проглоченной крупной добычей. У некоторых змей (например, гадюковых) трахейное лёгкое является основным органом дыхания. В крайнем случае (у американских змей-улиткоедов из рода Sibon) только трахейное лёгкое принимает участие в газообмене, а настоящее лёгкое выполняет функцию воздушного мешка.